# Ángel Paz
Ángel Paz Domínguez (Pasajes, Guipúzcoa, España, 1 de abril de 1932) es un exfutbolista español que se desempeñaba como delantero.

## Clubes
| Club                    | País      | Año       |
| ----------------------- | --------- | --------- |
| Real Sociedad de Fútbol | España    | 1950-1962 |
| Real Murcia C. F.       | España    | 1962-1964 |
| Club Atlético Platense  | Argentina | 1964-1965 |
| Real Betis Balompié     | España    | 1966-1967 |
| Real Murcia C. F.       | España    | 1968-1969 |